# Ovidiu Marian
Ovidiu Marian (n. 1 februarie 1962, Arad) este un politician român. Din iunie 2008 până în decembrie 2008 a fost viceprimar al municipiului Arad.
Este senator în Parlamentul României în mandatul 2008-2012
și președintele comisiei de buget, finanțe, activitate bancară și piață de capital din Senat.

## Condamnare penală
Pe 17 noiembrie 2017 Curtea de Apel București l-a fost condamnat definitiv pe Ovidiu Marian la doi ani de închisoare cu executare și la confiscarea a 500 000 euro pentru trafic de influență în cazul intermedierii unei mite.